# 左側の流出についての論考
『左側の流出についての論考』（ひだりがわのりゅうしゅつについてのろんこう、Treatise on the Left Emanation）は、ユダヤ教の秘教文書。スペインのカバリストであるイツハク・ベン・ヤアコヴ・ハ・コーヘンによって13世紀に書かれた。セフィロトの天使的側面とクリフォトの悪魔的側面を初めて詳述しており、画期的で影響力が大きいとされる。